# Leo Schatz

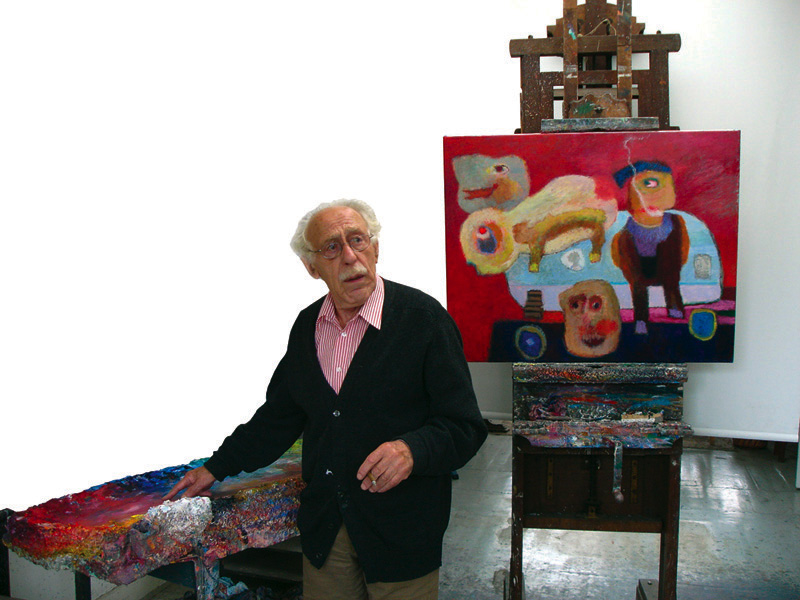
Leo Schatz, 2006

Leo Schatz (* 10. März 1918 in Amsterdam, Niederlande; † 4. Oktober 2014 ebenda) war ein niederländischer Künstler.

## Leben und Werk
Schatz wuchs in Betondorp auf. Als Junge lernte er das Bleistiftzeichnen von Albert Hahn jr., einem Freund der Familie.
Leo Schatz wurde berühmt mit provokantem Witz darstellenden Wachsplastiken im Stile des Surrealismus. Er starb 96-jährig am 4. Oktober 2014 in seiner Heimatstadt Amsterdam.